# Patrick Heuscher
Patrick Heuscher (Frauenfeld, 22 dicembre 1976) è un ex giocatore di beach volley svizzero, vincitore della medaglia di bronzo ai Giochi olimpici di Atene 2004.

## Biografia
Ha debuttato nel circuito professionistico internazionale l'8 agosto 1997 ad Espinho, in Portogallo, in coppia con Bernhard Vesti piazzandosi in 41ª posizione. Il 20 giugno 2004 ha ottenuto la sua prima vittoria nel World tour a Gstaad, in Svizzera, insieme a Stefan Kobel. Nel massimo circuito FIVB ha trionfato per tre volte sempre in coppia con Kobel.
Ha preso parte a tre edizioni dei Giochi olimpici con tre partner differenti: ad Atene 2004 ha conquistato la medaglia di bronzo con Stefan Kobel, a Pechino 2008 è giunto diciassettesimo insieme a Sascha Heyer ed a Londra 2012, in quella che è stata la sua ultima competizione a livello internazionale, ha concluso al nono posto in coppia con Jefferson Bellaguarda.
Ha partecipato altresì a sei edizioni dei campionati mondiali ottenendo come miglior risultato il quinto posto a Rio de Janeiro 2003 insieme a Stefan Kobel.
Ha vinto una medaglia d'argento e due di bronzo ai campionati europei, arrivando secondo a Mosca 2005 e terzo a Timmendorfer Strand 2004 ed a L'Aia 2006, in tutte e tre le occasioni con Stefan Kobel.

## Palmarès

### Giochi olimpici
- 1 bronzo: a Atene 2004

### Campionati europei
- 1 argento: a Mosca 2005
- 2 bronzi: a Timmendorfer Strand 2004 ed a L'Aia 2006

### World tour
- 15 podi: 3 primi posti, 5 secondi posti e 7 terzi posti

#### World tour - vittorie
| Data           | Località             | Nazione  | in coppia con |
| -------------- | -------------------- | -------- | ------------- |
| 20 giugno 2004 | Gstaad               | Svizzera | Stefan Kobel  |
| 31 luglio 2005 | Parigi               | Francia  | Stefan Kobel  |
| 11 giugno 2006 | Roseto degli Abruzzi | Italia   | Stefan Kobel  |